# Михаиловић (презиме)
Михаиловић је српско презиме, патроним настало од мушког имена Михаило. Постоји и правописна варијанта Михајловић. Значајни људи са презименом укључују:
- Владимир Михаиловић (рођен 1990), кошаркаш
- Војислав Михаиловић (рођен 1951), политичар
- Доксим Михаиловић (1883–1912), војни командант
- Драгослав Михаиловић (1930–2023), књижевник
- Драгољуб Дража Михаиловић (1893–1946), војсковођа југословенског покрета отпора
- Ђорђе Михаиловић (1928–2023), чувар гробља
- Константин Михаиловић (1435–1501), војник и мемоарист
- Милорад Бата Михаиловић (1923–2011), сликар
- Радомир Михаиловић Точак (рођен 1950), гитариста
- Стевча Михаиловић (1804–1888), политичар
- Трифун Михаиловић (рођен 1947), фудбалер